# Kreis Rapla
Der Kreis Rapla (deutsch Rappel; estnisch Rapla maakond oder Raplamaa) ist ein Landkreis (maakond) in Estland.
Er liegt im westlichen Landesinneren und grenzt im Osten an den Kreis Järva, im Süden an Pärnumaa, im Westen an Läänemaa, und im Norden an Harjumaa. Er wurde 1990 aus dem 1950 unter sowjetischer Herrschaft gebildeten Rajon Rapla und Teilen der benachbarten Rajone gebildet.
Der Westteil des Kreises ist überwiegend flach und von der Landwirtschaft geprägt, der Ostteil hügelig und dicht bewaldet. 
Der Kreis hat eine Partnerschaft mit dem Landkreis Kaiserslautern, Rheinland-Pfalz.

## Gemeinden
Raplamaa ist seit der Verwaltungsreform 2017 in 4 Gemeinden (estn. vald) unterteilt:
- Kohila (Koil)
- Märjamaa (Merjama)
- Rapla (Rappel)
- Kehtna (Kechtel)

## Ehemalige Gemeinden
- Juuru (Jörden)
- Järvakandi (Jerwakand)
- Kaiu (Kay)
- Käru (Kerro)
- Märjamaa (Merjama)
- Raikküla (Rayküll)
- Vigala (Fickel)

## Galerie

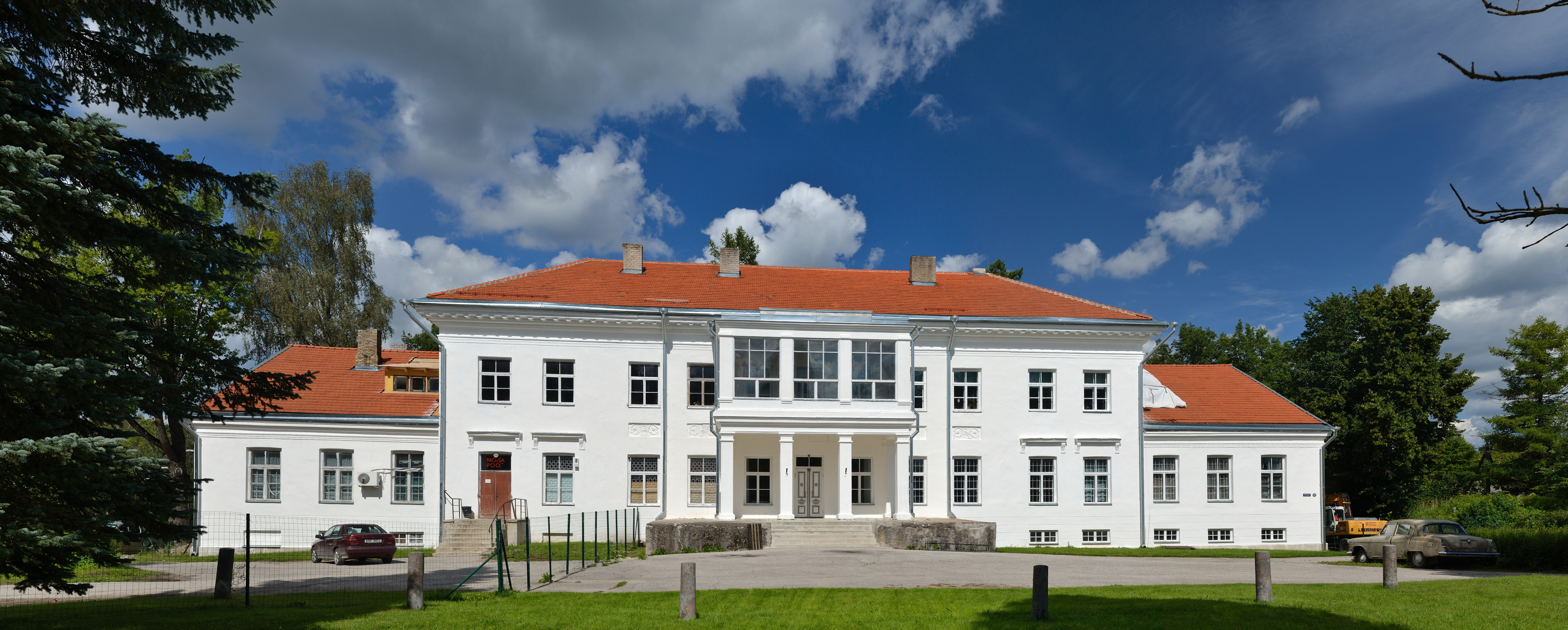
Hauptgebäude des Kohila-Gutshofs
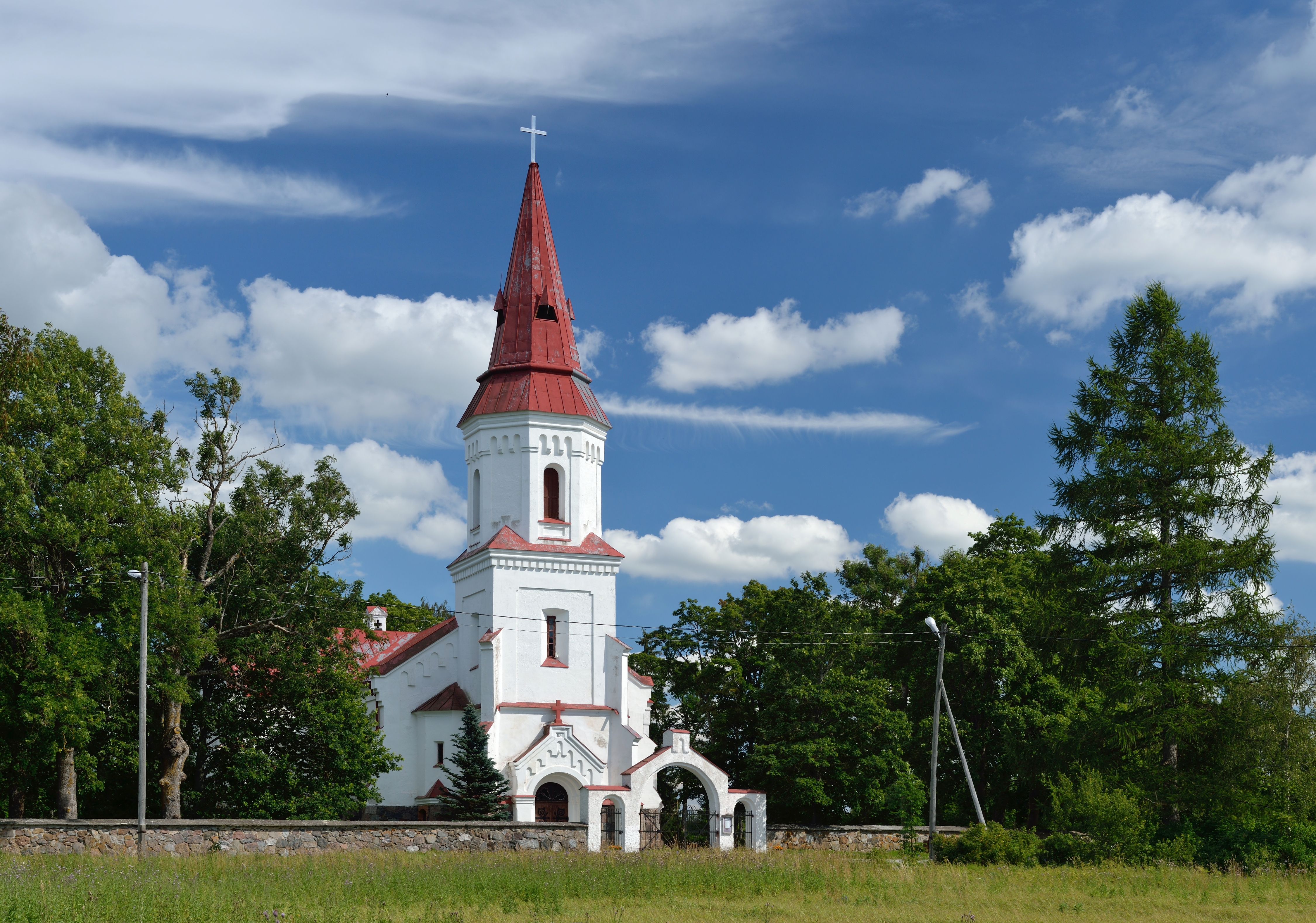
Hageri Kirche
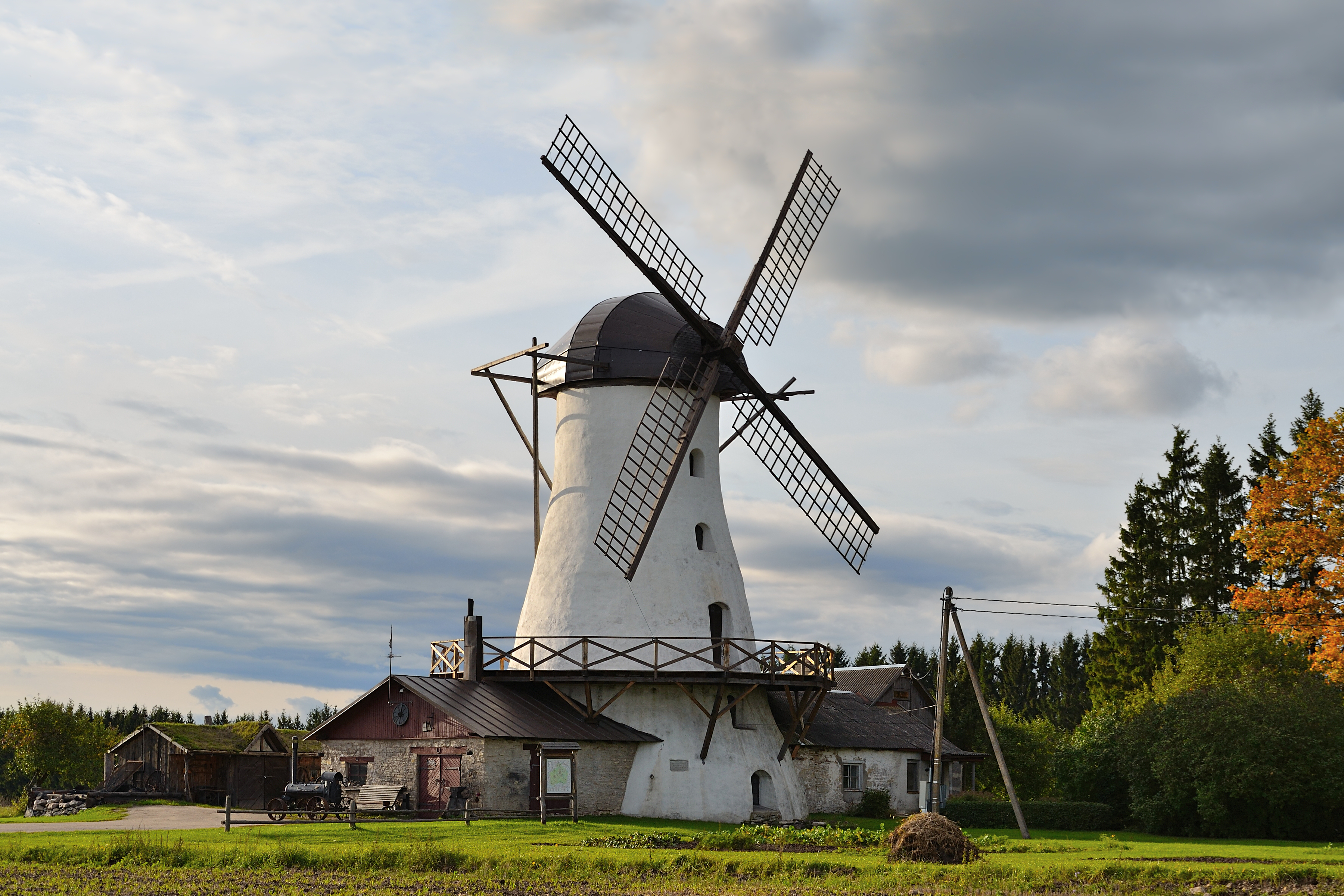
Valtu Gutshof – Puraviku Windmühle
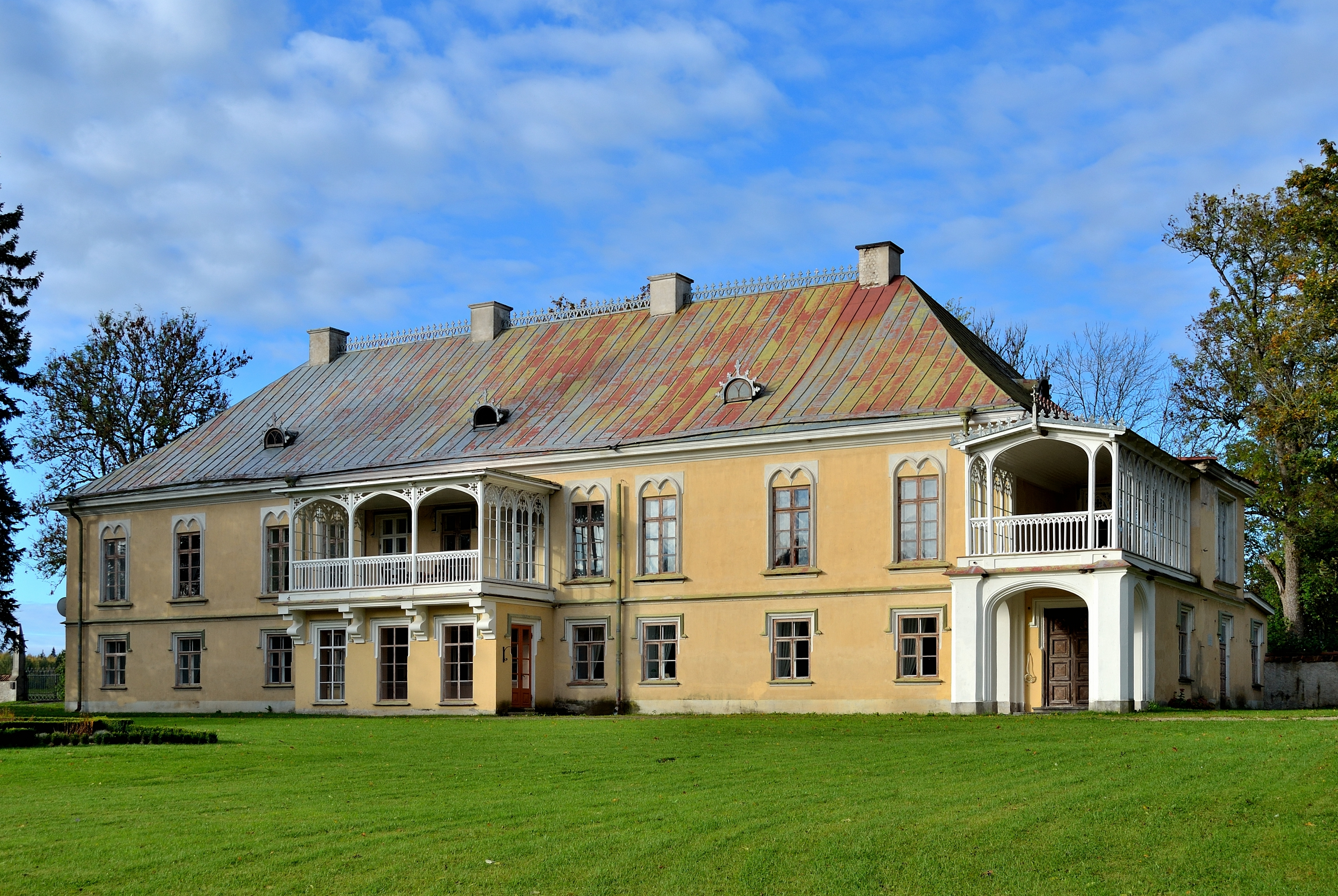
Hauptgebäude des Gutshofs Lohu